# Charlotte Wedell
 Charlotte Bolette Sophie, Baronin Wedell-Wedellsborg  (* 27. Januar 1862; † 22. Juli 1953) war eine dänische Mathematikerin. Sie war eine von vier Mathematikerinnen, die an dem ersten Internationalen Mathematikerkongress teilnahmen, der 1897 in Zürich stattfand.

## Leben und Werk
Wedell war die Tochter von Vilhelm Ferdinand, Baron Wedell-Wedellsborg (der Adelsfamilie Wedel) und Louise Marie Sophie, Gräfin Schulin, und Enkelin von Johan Sigismund Schulin (1808–1880). Wedell heiratete 1898 in Kopenhagen den Ingenieur Eugène Tomasini, von dem sie sich 1909 scheiden ließ.
1897 promovierte sie an der Universität Lausanne bei Adolf Hurwitz als inoffiziellem Mentor mit der Dissertation: Die Anwendung elliptischer Funktionen auf die Konstruktion der Malfatti-Kreise. Im selben Jahr wurde sie auf dem ersten internationalen Mathematikerkongress als Mitglied der Georg-August-Universität Göttingen aufgeführt. Die anderen drei Mathematikerinnen auf dem Kongress waren die 1887 in Neapel promovierte Iginia Massarini aus Rom, Vera von Schiff aus Sankt Petersburg und Charlotte Angas Scott vom Bryn Mawr College in Pennsylvania, wobei keine von ihnen zu den Sprechern gehörte. Der erste Mathematikerkongress mit einer Frau als Sprecherin fand 1912 statt.